# 14 جمادى الأولى
- السبت
- الأحد
- الاثنين
- الثلاثاء
- الأربعاء
- الخميس
- الجمعة

- 302 نوفمبر 2024
- 13 نوفمبر 2024
- 24 نوفمبر 2024
- 35 نوفمبر 2024
- 46 نوفمبر 2024
- 57 نوفمبر 2024
- 68 نوفمبر 2024
- 79 نوفمبر 2024
- 810 نوفمبر 2024
- 911 نوفمبر 2024
- 1012 نوفمبر 2024
- 1113 نوفمبر 2024
- 1214 نوفمبر 2024
- 1315 نوفمبر 2024
- 1416 نوفمبر 2024
- 1517 نوفمبر 2024
- 1618 نوفمبر 2024
- 1719 نوفمبر 2024
- 1820 نوفمبر 2024
- 1921 نوفمبر 2024
- 2022 نوفمبر 2024
- 2123 نوفمبر 2024
- 2224 نوفمبر 2024
- 2325 نوفمبر 2024
- 2426 نوفمبر 2024
- 2527 نوفمبر 2024
- 2628 نوفمبر 2024
- 2729 نوفمبر 2024
- 2830 نوفمبر 2024
- 291 ديسمبر 2024
- 12 ديسمبر 2024
- 23 ديسمبر 2024
- 34 ديسمبر 2024
- 45 ديسمبر 2024
- 56 ديسمبر 2024

14 جُمادى الأولى أو 14 جُمادی‌ الاَوَّل أو يوم 14 \ 5 (اليوم الرابع عشر من الشهر الخامس) هو اليوم الثاني والثلاثون بعد المائة (132) من أيَّام السنة (أو الثالث والثلاثون بعد المائة لو كان شهر ربيع الآخر مُتممًا لليوم الثلاثين أو الرابع والثلاثون بعد المائة لو أتم كلاً من صفر وربيع الآخر ثلاثين يوماً) وفق التقويم الهجري القمري (العربي). يبقى بعده 222 أو 223 يومًا لانتهاء السنة.

## أحداث
- 857هـ - حدوث خسوف للقمر في مدينة القسطنطينية أثناء حصارها من قبل العثمانيين، واعتبر نذير شؤم على المدينة.
- 1206هـ - الدولة العثمانية توقع معاهدة «ياش» مع الإمبراطورية الروسية؛ لإنهاء الحرب بينهما، والتي نشبت قبل نحو 5 سنوات.
- 1229هـ - الشيخ جابر بن عبد الله الصباح يتولى الحكم في الكويت خلفًا لوالده الشيخ عبد الله بن صباح بن جابر الصباح.
- 1360هـ - القوات البريطانية والفرنسية تغزو الأراضي السورية وذلك كي تمنع إنشاء قواعد لدول المحور أثناء الحرب العالمية الثانية.
- 1366هـ - انعقاد المؤتمر التأسيسي لحزب البعث العربي الاشتراكي.
- 1399هـ - الإطاحة بالرئيس الأوغندي عيدي أمين.
- 1410هـ - السلطات التونسية ترفض الاعتراف بحركة النهضة الإسلامية كحزب شرعي في البلاد.
- 1417هـ - حركة طالبان تبسط سيطرتها على أغلب مناطق أفغانستان.
- 1424هـ - أمير الكويت الشيخ جابر الأحمد الصباح يصدر أمرًا أميريًا بتعيين الشيخ صباح الأحمد الصباح رئيسًا لمجلس الوزراء ويكلفه بترشيح أعضاء الوزارة، وهي المرة الأولى في تاريخ الكويت التي يتم فيها الفصل بين منصبي ولاية العهد ورئاسة الوزراء.
- 1425هـ - محكمة عراقية توجه تهم بجرائم حرب إلى الرئيس الأسبق صدام حسين و11 من معاونيه.
- 1428هـ - مجلس الأمن يصدر قراره رقم 1757 الخاص بالمحكمة الدولية الخاصة بلبنان حول جريمة اغتيال رئيس وزراء لبنان الأسبق رفيق الحريري.
- 1439هـ - انعقاد مؤتمر الحوار الوطني السوري في مدينة سوتشي الروسية، بهدف المساهمة بإيجاد حل سياسي للحرب الأهلية السورية.
- 1440هـ - انعقاد القمة الاقتصادية العربية في بيروت.
- 1441هـ - مقتل أكثر من 91 شخصًا بينهم أجانب في تفجير انتحاري وقع عند نقطة تفتيش للشرطة في العاصمة الصومالية مقديشو، وهو التفجير الأكثر دموية منذ عامين.
- 1443هـ - المنتخب الجزائري لكرة القدم يحرز كأس العرب 2021 بعد هدفين نظيفين أمام المنتخب التونسي.

## مواليد
- 1335هـ - كوكا، ممثلة مصرية.
- 1341هـ - نبيل الدسوقي، ممثل مصري.
- 1347هـ - محمد سيد طنطاوي، شيخ الجامع الأزهر.
- 1367هـ - نادية الجندي، ممثلة مصرية.
- 1369هـ - سهير رمزي، ممثلة مصرية.
- 1372هـ - رياض الخولي، ممثل مصري.
- 1381هـ - كمال أبو رية، ممثل مصري.
- 1386هـ - أيمن بن عبد الرحمان، سياسي واقتصادي جزائري.
- 1387هـ - سعيد العويران، لاعب كرة قدم سعودي.
- 1397هـ - مشعل نايف، لاعب كرة قدم كويتي.
- 1401هـ - كولو توريه، لاعب كرة قدم إيفواري.

## وفيات
- 73هـ - عبد الله بن الزبير، صحابي وخليفة المسلمين لفترة قصيرة خلال العهد الأموي.
- 340هـ - قاسم بن أصبغ، إمام ومحدّث أندلسي.
- 1229هـ - عبد الله بن صباح بن جابر الصباح، حاكم الكويت.
- 1279هـ - محمد بهادر شاه، آخر سلاطين دولة مغول الهند.
- 1424هـ - أحمد الوائلي - شاعر وعالم شيعي عراقي.
- 1432هـ - ناصر الخرافي، رجل أعمال كويتي.
- 1435هـ - وفيق الزعيم، ممثل سوري.
- 1436هـ - عمر حجو، مسرحي وممثل سوري.

## وصلات خارجية
- موقع قصة الإسلام: حدث في شهر جُمادى الأولى.